# 국서
국서(國書)는 국가원수가 그 나라의 이름으로 외국에 보내는 외교문서이다. 조선 시대에는 일본에 보내는 국서를 서계(書契)라고 칭하였다.

## 같이 보기
- 외교
- 서계 사건